# Зои Хелър
Зои Хелър (на английски: Zoë Heller) е английска журналистка, сценаристка и писателка на произведения в жанра социална драма.

## Биография и творчество
Зои Кейт Хинд Хелър е родена на 7 юли 1965 г. в квартал „Сейнт Панкрас“, Северен Лондон, Англия, в семейството на сценариста, немския еврейски имигрант Лукас Хелър, и английската квакерка Каролайн Картър. Тя е най-малката от четирите деца, а родителите им се разделят, когато тя е петгодишна. Завършва гимназия в Лондон, където учи заедно с Дейвид Милибанд. Получава бакалавърска степен по английска филология от колежа Сейнт Ан на Оксфордския университет, а после получава магистърска степен по марксистки теории на литературата и творчеството на Джонатан Суифт от Колумбийския университет в Ню Йорк.
След дипломирането си работи известно време в издателството „Чато“ и като рецензент на книги на свободна практика, след което работи като журналист за неделното издание на „Индипендънт“. Съавтор е на сценария за независимия филм „На двадесет и една“ от 1991 г. В началото на 90-те години се връща в Ню Йорк и работи в списание „Венити Феър“, за което прави интервюта, след като замества временно Ник Хорнби. Също така пише за „Ню Йоркър“, като колумнист за списание „Сънди Таймс“ в продължение на 4 години и като редовен автор за вестник „Дейли Телеграф“, за което печели наградата на пресата за „колумнист на годината“ през 2002 г.
Първият ѝ роман „Всичко, което знаеш“ е издаден през 1999 г. В историята оцелелият в затвора при дело за смъртта на съпругата му и прекаран инфаркт, писателят Уили Мюлер, се потапя в самотния свят на дневниците на дъщеря си след нейното самоубийство.
През 2003 г. е издаден романът ѝ „Записки по един скандал“. В училището на Барбара Ковет пристига новата учителка Шеба, която е различна от останалите ѝ колеги. Не след дълго Шеба е замесена в незаконна афера с ученик, а Барбара е единствената, на която Шеба се доверява. Но аферата е разкрита и животът на двете се разпада. Романът е номиниран за наградата „Букър“ и я прави известна. През 2006 г. романът е екранизиран в едноименния филм с участието на Джуди Денч, Кейт Бланшет и Бил Наи.
През 2006 г. се омъжва за сценариста и режисьор Лорънс Конър. Имат две дъщери. Развеждат се през 2010 г.
Зои Хелър живее в Ню Йорк.

## Произведения

### Самостоятелни романи
- Everything You Know (1999)[1][2][3]
- Notes on a Scandal (2003) – издаден и като What was She Thinking?
Записки по един скандал, изд. „Интенс“ София (2007), прев. Деница Райкова
- The Believers (2008)

### Екранизации
| Година    | Заглавие                                   |
| --------- | ------------------------------------------ |
| 1991      | На двадесет и една Twenty-One              |
| 2006      | Записки по един скандал Notes on a Scandal |
| след 2008 | The Believers                              |